# Bataille d'Amba Aradom
Seconde guerre italo-éthiopienne 
 Front nord
Batailles
Front septentrional
- Invasion de l’Abyssinie
- Offensive de Noël
- 1re Tembén
- Amba Aradom
- 2e Tembén
- Shiré
- Maychew
- Marche de la volonté de fer

Front méridional
- Qorahe
- Genalé Dorya
- Ogaden

La bataille d'Amba Aradom ou d' Amba Aradam ou de l'Enderta se déroule du 10 au 19 février 1936 entre l'Empire éthiopien et le royaume d'Italie. L'affrontement s'achève par une nette victoire des Italiens et la destruction de l'armée de Moulougéta Yeggazou. Ce dernier est tué lors de la retraite.